# 加茂遺跡 (南房総市)
加茂遺跡（かもいせき）は、千葉県南房総市加茂（旧豊田村）にある縄文時代前期後半から中期にかけての泥炭遺跡である。千葉県指定史跡。
座標: 北緯35度0分57秒 東経139度57分7.24秒 / 北緯35.01583度 東経139.9520111度

## 概要
丸山川下流の渓谷にそびえる標高20mの丘陵の裾にある扇状地に形成された沖積低地に存在する。ただし、居住地域は丘陵部にあったと推定されている。
1938年（昭和13年）に工事をした際、丸木舟及び櫂が出土したことから遺跡の存在が知られていたが、本格的な発掘調査は1948年（昭和23年）慶應義塾大学考古学研究室によって行われた。縄文時代の地層からは以前発見されたものと同じようなムクノキ製の丸木舟や櫂が発掘され、この丸木舟は長らく日本最古とされていた。また、イヌガヤ製の丸木弓や、諸磯式土器をはじめとして五領ケ台・勝坂・阿玉台式などの各種縄文土器なども発掘された。貝塚は確認できなかったものの、クリ・シイ・オニグルミの残骸、サメ・イルカ・シカ・イノシシの骨なども見つかるなど、この地域が山海の産物に恵まれていた地域であったことが判明した。特に出土した諸磯式土器a式の中から赤漆を塗ったものが発掘されたことから問題となった。当時は漆の技術は弥生時代あるいは古墳時代に渡来人によって伝来されたと考えられていたからである。だが、その後の考古学の進歩によって漆塗りの道具が他の遺跡の出土品でも見つかり、縄文時代の日本には既に漆を塗る技術があったと考えられるようになった。
現在、遺跡のあった土地は多くが水田となっているが、出土品は慶應義塾大学の他、遺跡近くに設置された「加茂遺跡縄文資料館」にも一部が保存展示されている。